# Staurogyne neesii
Staurogyne neesii är en akantusväxtart som beskrevs av Merrill. Staurogyne neesii ingår i släktet Staurogyne och familjen akantusväxter. Inga underarter finns listade i Catalogue of Life.